# 刘大同
刘大同（1866年2月4日—1952年7月23日），原名刘建封，字桐阶，又字石荪，号芝叟道人、芝里老人、天池钓叟等，山东安丘（原属诸城县）人。近代中国民主革命家。

## 早年生平
刘建封出生于山东省诸城县芝盘村（今安丘市景芝镇芝泮村）一个富绅之家，部分资料称其祖籍诸城逄戈庄（今属高密市柴沟镇）的名门望族刘姓，附会为前清名臣刘墉之后。28岁时，妻子李氏病故，刘建封离开故乡来到北京，混迹于文玩界。光绪二十年（1894年）以附贡生的身份赴奉天府（今沈阳市）候补知县。

## 踏查长白山
1908年5月，东三省总督徐世昌委任刘建封为奉吉勘界委员，负责厘清奉天和吉林两省的地理分界，探查松花、鸭绿、图们三江之源。1908年6月26日，刘建封带领6位北洋陆军测绘学校毕业的测绘员，连同向导、护勇等20余人，从临江县出发，开始了有史以来第一次科学、全面地踏查长白山地区。刘建封一行人自临江出发至8月返回，历时4月有余，勘测的范围西以头道沟河为起点，东以红旗河尾闾为终点，南至团头山，北至松花江之下两江口（头道江与二道江交汇处），行程东西长约600华里，南北阔360余华里。期间于7月20日和26日两次登临长白山天池，绘制了第一张长白山天池图，并为天池16峰命名，沿用至今。
刘建封踏查归来后，在不到两年的时间里写出了《长白山江冈（岗）志略》《长白设治兼勘分奉吉界线书》《中韩国境说》《间岛辨》《长白山灵迹全影》《白山纪咏》等著作，绘制了长白山江岗全图，这些珍贵资料有力地维护了中国疆域的完整。

## 安图知县
宣统元年（1909年），清政府在长白山地区新设安图县，刘建封出任首任知县。安图县地处东北边疆，地广人稀。刘建封为了资助安图建设，变卖不少老家的土地，还鼓励家乡诸城人到安图定居。刘建封主政安图两年多，移民垦荒，发展农业；铺路筑桥，开辟交通；兴办工商，创立学堂；始创林警，保护和开发当地丰富的林业资源。他还兼任松（松花江）图（图们江）两江林政局森林警卫队统带。

## 投身革命
刘建封在东北期间先后结识了宋教仁、廖仲恺和徐镜心等民主革命家，并加入了的华兴会和同盟会，开始投身革命活动。1911年10月，武昌起义成功后，时任安图知县的刘建封宣布安图独立，成立“大同共和国”，并自改名为“刘大同”。1912年，刘大同亲自指挥与前来镇压的清军作战，先胜后败。失败后刘大同流亡大连（当时属日本占领下的关东州），成立“平民社”。次年因组织讨袁活动，被迫流亡日本。刘大同在日本加入了孙中山创立的中华革命党，任东三省支部长。1916年初，为了推翻袁世凯，孙中山提议出让满蒙以换取日本的支持，遭到刘大同的强烈反对。
1918年5月，刘大同归国后在上海召集旧部，计划袭取山东，事败南下广东省，被广东省省长陈炯明聘为顾问，参与护法战争。
1925年在上海主办《野语》杂志，进行反封建宣传。1931年，刘大同定居天津英租界。1936年西安事变期间，刘大同主办《渤海日报》，批评蒋介石不抵抗政策。1937年卢沟桥事变爆发后，天津沦陷。日本驻屯军司令多次派人请刘大同出任伪职，被刘严词拒绝。1938年11月26日，刘大同回家途中遭到袭击，致伤头部数处，住院月餘。

## 晚年
刘大同晚年潜心金石书画诗词。中华人民共和国成立后，刘大同携家人在山东济南大明湖畔百花洲定居。1952年7月23日去世，葬于济南南郊千佛山。

## 其他成就
刘大同工书画，尤擅行草，好诗词，喜收藏。其画长于花鸟，受好友吴昌硕影响，尤擅墨梅。在上海、济南举办过画展。著有《醒迷魂》、诗集《岭南吟》、弹词《复太古》等，还著《古玉辨》和《白山经咏》等论著。其书画作品多藏于诸城市博物馆。

## 纪念
刘大同的曾孙刘自力出资，在刘的出生地安丘市芝泮村兴建了大同公园，园内还建有“中国革命先驱刘大同卓行碑”以资纪念。
在今吉林省安图县长白山文化博览城门前立有刘建封塑像。

## 备注
1. ↑  部分资料称刘建封出生于1865年农历12月19日，1865年为农历乙丑年，按乙丑年农历腊月十九日，即为1866年2月4日。
2. ↑  即农历五月二十八日。
3. ↑  即农历六月二十八日。
4. ↑  很多资料都称刘建封1898年结实宋教仁加入华兴会，但1898年宋教仁年仅16岁，尚在湖南桃源老家读书，而且华兴会也是1904年才在湖南成立。因各种资料矛盾百出，故文中未写出时间
5. ↑   註: